# Луке Санчес, Крисанто
Крисанто Луке Санчес (исп. Crisanto Luque Sánchez; 1 февраля 1889, Тунха, Колумбия — 7 мая 1959, Богота, Колумбия) — первый колумбийский кардинал. Титулярный епископ Крое и вспомогательный епископ Тунхи с 16 января 1931 по 9 сентября 1932. Епископ Тунхи с 9 сентября 1932 по 14 июля 1950. Архиепископ Боготы и примас Колумбии с 14 июля 1950 по 7 мая 1959. Военный викарий Колумбии с 14 июля 1950 по 7 мая 1959. Кардинал-священник с 12 января 1953, с титулом церкви Санти-Козма-э-Дамиано с 15 января 1953. 